# Farmacogenética
La farmacogenética y la farmacogenómica son palabras que pudieran usarse como sinónimos, pero con algunas diferencias. La farmacogenética es una disciplina biológica que estudia el efecto de la variabilidad genética de un individuo en su respuesta a determinados fármacos, mientras la farmacogenómica estudia las bases moleculares y genéticas de las enfermedades para desarrollar nuevas vías de tratamiento.
Los medicamentos constituyen hoy día una de las causas de reacciones adversas, que resultan en una importante morbilidad y mortalidad en pacientes así como en un aumento de los costos de salud. Esto se debe a que los actuales sistemas de I + D (Investigación y Desarrollo) presuponen que los pacientes son un conjunto homogéneo y que, por consiguiente, los medicamentos eficaces y bien tolerados en unos lo serán también en el resto.
Así, la falta de eficacia de algunos tratamientos es realmente elevada en diversas enfermedades como el Alzheimer (entre el 30% y el 60%); la esquizofrenia (entre el 25 y el 75%) o la hipertensión (entre el 10 y el 70%).
La experiencia clínica, sin embargo, nos muestra una realidad distinta: medicamentos que funcionan bien en algunos pacientes, son ineficaces o causan reacciones adversas en otros, incluso mortales.
Estas variaciones individuales en la respuesta a fármacos puede deberse a la influencia de:
- Factores endógenos, de base genética, así como también la edad o sexo del paciente.
- Factores exógenos. Dentro de estos podemos destacar la dieta, el uso de agentes xenobióticos como el café, el tabaco, el alcohol, medicamentos, etc.

Sin embargo, más allá de estos últimos condicionantes ambientales, la efectividad y toxicidad de un fármaco viene determinada por los genes. Es por tanto que, el estilo de vida, los alimentos, el funcionamiento del hígado, el estado nutricional y la severidad de una enfermedad, pueden afectar la manera en que el cuerpo responde a los medicamentos, pero los genes también contribuyen de manera muy influyente.
En el núcleo de todas las células está el ADN (Ácido desoxirribonucleico). La secuencia de bases del ADN forma los genes y éstos codifican para la síntesis de proteínas. En función de la vía de administración de un fármaco, debe pasar por numerosas etapas antes de llegar al tejido o órgano diana. Así, cuando se administra un fármaco, este debe ser absorbido, metabolizado, transportado, degradado y excretado del interior del organismo. Si en alguno de estos pasos existieran diferencias genéticas, por pequeñas que sean, la variación en la secuencia de un gen de alguna de estas proteínas originaría una proteína distinta, que al interactuar con el fármaco, daría lugar a una respuesta distinta.
Para intentar solucionar todos estos problemas, y otros, recientemente han aparecido dos nuevas disciplinas, que aunque poseen finalidades distintas, tienden a ser utilizados indistintamente, nos referimos por tanto a los términos farmacogenética y farmacogenómica. Sin embargo, hemos de diferenciarlos.

## Farmacogenómica
Existe un matiz conceptual entre la farmacogenómica y la farmacogenética. Mientras que la farmacogenómica se refiere a abordajes que tienen en cuenta las características de todo el genoma, mediante una visión integrativa, la farmacogenética queda circunscrita a la detección de modificaciones de genes individuales en la respuesta a fármacos. Ambas disciplinas intentan descubrir la contribución del genotipo de un individuo en la eficacia o toxicidad que tiene un fármaco en el mismo, solo que a diferentes niveles.

## Historia de la farmacogenómica y farmacogenética
- En 1909, Garrod, fundador de la bioquímica genética, fue el primero en proponer que las variaciones en el metabolismo eran características que se heredaban a los descendientes.

- En 1940, se definió por Ford el polimorfismo genético, definición que sería en 1971 modificada por Cavalli-Sforza y Bodmer.

- Motulsky, en 1957, enfatizó que ciertas reacciones adversas pueden ser causadas por variaciones en la actividad de las enzimas que están genéticamente determinadas.

- Así mismo, en 1959 Frederich Vogel usó por primera vez el término farmacogenética, para designar el estudio del papel que juega la variación de los genes individuales en la respuesta a los medicamentos. Esto solía denominarse idiosincrasia, a medicamentos como anestésicos, opiáceos, quimioterápicos, anticancerígenos, etc.

- En 1962, Kallow escribió la primera monografía sobre esta disciplina.

- El campo de la farmacogenética cobra interés en los setenta, cuando Vesell en 1973 demuestran que el metabolismo de varios fármacos en gemelos idénticos es menos cambiante que en gemelos no idénticos.

- En 1986 Vogel y Motulsky, y Meyer en 1991, contribuyeron a distinguir entre los fenotipos raros y comunes.

- En 1998 apareció el término farmacogenómica.

- En el 2003, se consiguió secuenciar por completo el código genético humano. Esto ha supuesto una gran revolución para el campo de la farmacogenética y farmacogenómica. Así, se podrán establecer las relaciones de secuencia (genes) con determinadas enfermedades. Con esta nueva información, se ha averiguado que el genoma de dos personas distintas difiere en solo un 0,1%, portando un 99% de las bases iguales en todo el ADN.

- Recientemente, el desarrollo de la bioinformática (integración de la biología molecular y las técnicas informáticas) es una ciencia imprescindible para el desarrollo de la farmacogenética y farmacogenómica.

## Farmacogenética
Con el análisis del 0,1% de ADN distinto entre humanos, se podrá conocer la posible relación entre determinadas áreas del genoma y la predisposición genética a padecer determinadas enfermedades, así como identificar mutaciones, pudiéndose explicar entonces, las diferentes respuestas que muestran los organismos antes la misma enfermedad e idénticos tratamientos.
La variabilidad de respuesta de los pacientes ante un determinado medicamento, se debe fundamentalmente por tanto, al polimorfismo genético, que se produce por la variación en la secuencia de ADN y se define como una característica mendeliana que se expresa en la población en al menos dos fenotipos, donde ninguno de ellos es raro y, además ninguno de ellos ocurre con una frecuencia menos del 1-2%. Los polimorfismos puede ser de varios tipos:
- Por la sustitución de una única base, lo que da origen a lo que se conoce como SNP (Polimorfismo de un nucleótido).
- Por inserción o deleción de una base en el ADN.
- Por la inserción o deleción de un conjunto de bases, en número de cientos a miles.
- Inserción o deleción, repetidas veces, de una o más bases, constituyendo los microsatélites.

El principal problema con el que se enfrentan los investigadores que estudian farmacogenética es el disponer de la metodología analítica que permita identificar la existencia de un polimorfismo genético en la persona que se pretende medicar. Sin embargo ya son varias las posibilidades a través de las cuales los científicos identifican estas variaciones. La más reciente ha sido el uso de perfiles de expresión de los genes mediante la utilización de los “chips” de ADN.
Uno de los polimorfismos más característicos son los SNP. Existen ya más de cuatro millones registrados en las bases de datos. Sin embargo, la consecuencia genotípica para un determinado individuo, dependerá de la localización en el gen de los SNP:
- Situado en la región codificadora del gen, con la alteración de la secuencia de los aminoácidos de la proteína codificada, lo que puede afectar a su estructura y, por tanto, a su papel fisiológico en el organismo humano.
- Situado en la región reguladora del gen, lo que puede conllevar a que se vea afectada la capacidad de unión de los factores de transcripción al gen, y por tanto que se vea alterado la expresión del mismo.
- Localizado en las regiones no codificadoras del genoma, en cuyo caso está por conocer el impacto que pueden tener sobre el fenotipo del individuo. Esto también tiene gran aplicación en la genética forense.

Debido a su distribución (desigual) por todo el genoma, su gran número (1 cada 500-1000 nucleótidos), estabilidad y sencillez (permite su análisis mediante técnicas automatizadas), son excelentes marcadores genéticos y permiten construir “mapas de alta densidad de SNPs” de todo el genoma humano.
Basándose en estos mapas, en técnicas analíticas muy eficaces y potentes (biochips) y en la aplicación de programas informáticos avanzados, los investigadores pueden realizar estudios genético-epidemiológicos.  Estos estudios tratan de establecer si ciertos SNPs se asocian significativamente a determinadas situaciones clínicas, como por ejemplo, escasa eficacia o desarrollo de reacciones adversas.  El desarrollo de los métodos de análisis de SNPs permitirá asignar a cada individuo un “perfil de SNPs” que recoja información sobre diversas áreas del genoma, no sobre genes específicos, relacionadas con la eficacia y la tolerancia a diversos agentes terapéuticos. Además, está permitiendo el descubrimiento de genes relacionados con las diferencias de respuesta frente a los fármacos. La industria farmacéutica está siguiendo con gran interés, y contribuyendo al desarrollo, de toda esta área, no solo por el gran potencial para hacer más efectivo y racional el uso de fármacos, sino también por la posibilidad de desarrollar kits diagnósticos para poder hacer efectiva la denominada “genómica personalizada”, cuya base es “el medicamento adecuado, a la dosis correcta, en el paciente idóneo”.
La farmacogenética es un área de trabajo donde las compañías y laboratorios están invirtiendo verdaderas fortunas. En la actualidad han decidido incluir en los prospectos frases como  “antes de tomar esta medicación, el médico debe genotiparlo”. La idea es que se realice un perfil farmacogenético y este sea incorporado al protocolo del tratamiento.

### Enzimas metabolizadoras de fármacos
Los individuos pueden ser estudiados para encontrar los polimorfismos genéticos por la observación del fenotipo o el genotipo.
El estudio del fenotipo en los polimorfismos de las enzimas metabolizadoras de fármacos se realiza mediante un análisis indirecto de la variación genética, examinando la capacidad metabólica individual. Con este método se procede a la administración de un medicamento, se determinan los metabolitos para examinar de forma bioquímica las variaciones farmacogenéticas y poder clasificar al individuo como metabolizador pobre, intermedio o ultrarrápido. Esto tiene desventajas como:
- Especificidad limitada de los fármacos
- Efectos adversos a la administración del fármaco
- El fenotipo puede estar influido por varios factores como otros fármacos, hormonas u otras enfermedades.

El estudio del genotipo se realiza mediante el análisis directo de la variación genética examinando el ADN. Las ventajas de este método son:
- Determinación directa de la información genética.
- No está influenciado por la administración del fármaco, ni alteraciones hormonales ni ningún tipo de enfermedades.
- Se evitan los posibles efectos adversos en la administración de drogas.

Por tanto, tras la administración de un fármaco, el organismo humano procede a su eliminación bien por excreción sin modificación alguna del mismo, o bien tras un proceso previo de biotransformación, con la formación de metabolitos, que podrán ser activos o inactivos.
Para llevar a cabo este proceso, existen más de 30 familias de enzimas metabolizadoras, en las que el polimorfismo genético constituye casi por regla general los cambios funcionales en la proteína codificada. Así encontraremos individuos con fenotipo de:
- Metabolizadores lentos. La enzima codificada carece de actividad.
- Metabolizadores normales. Son portadores de al menos una copia del gen activo.
- Metabolizadores rápidos. Tienen duplicado el gen activo.
- Metabolizadores ultrarrápidos. Tienen multiplicado el gen activo.

Las reacciones que sufren los fármacos durante su metabolismo se encuentran divididas en dos fases:
- Las reacciones de fase I. Son aquellas en las cuales las enzimas que participan causan un cambio en la molécula del fármaco. Por ejemplo reacciones de oxidación, reducción o hidrólisis, estas incluyen a las reductasas, oxidasas e hidrolasas
- Las reacciones de fase II. Las cuales comprenden todas las enzimas que son transferasas ya que transfieren grupos como sulfatos, glutatión, aminoácidos y metilos a los fármacos que han sido metabolizados por enzimas de fase I. Estas enzimas llevan a cabo reacciones de unión, en las cuales hay formación de un metabolito producido en la reacción de fase I.

#### Enzimas Citocromo P450
Representan una superfamilia de enzimas metabolizadoras de drogas que se encuentran en el hígado y metabolizan más medicamentos que ninguna otra familia de enzimas. Un miembro de esta familia, el citocromo P4502D6 (CYP2D6) es probablemente el polimorfismo genético mejor caracterizado entre las enzimas citocromo, y representa la primera enzima metabolizadora de drogas humana en ser clonada y caracterizada a nivel molecular. Es al principal catalizador en la biotrasnsformación de un gran número de agentes terpéuticos, entre los que se encuentran drogas utilizadas en el tratamiento de enfermedades psiquiátricas, neurológicas y cardiovasculares. En la actualidad, más de 75 alelos para CYP2D6 han sido descubiertos.
Por ejemplo, se ha estimado que una dosis diaria de 20-50 mg de nortriptilina es suficiente para un paciente metabolizador pobre CYP2D6, y sin embargo, un metabolizador ultrarrápido que herede múltiples copias del gen requeriría más de 500 mg al día.

#### Enzimas glutatión S-Transferasas (GST)
El glutatión se une a muchos xenobióticos (compuestos sintetizados por el hombre en el laboratorio), lo cual incluye medicamentos cuyos metabolitos oxidativos son dañinos. Dicha unión, generalmente inactiva estos metabolitos reactivos. Estas reacciones son catalizadas por la familia de las enzimas glutatión S-transferasas humanas. Los genes que codifican estas enzimas son altamente polimórficos. Numerosos asocian los polimorfismos en los genes glutatión S-transferasa a la eficacia o toxicidad en la quimioterapia del cáncer. En pacientes con cáncer de mama, la deleción del gen GST-M1 o el gen GST-T1 ha sido asociada con una mayor supervivencia principalmente cuando ambos genes están delecionados.

#### Enzima tiopurina metiltransferasa(TPMT)
El polimorfismo genético en esta enzima constituye uno de los ejemplos mejor desarrollados de la farmacogenética clínica. Es una enzima citosolica que cataliza la metilación de los compuestos sulfidrilos heterocíclicos y aromáticos, incluyendo agentes tiopurínicos azatioprina, mecaptopurina y tioguanina. Estas drogas, se usan como antineoplásicos (sustancias que impiden el desarrollo, crecimiento o proliferación de células tumorales malignas) e inmunosupresores en el tratamiento de enfermedades como la leucemia linfoblástica aguda, enfermedades reumáticas y en el trasplante de órganos sólidos (ciclosporina).
El principal mecanismo de toxicidad de estos fármacos es por la vía de incorporación de nucleótidos tioguaninas en el ADN. La actividad de esta enzima es variable y polimórfica, ya que según estudios recientes, cerca del 90% tienen alta actividad, el 10% actividad intermedia, y aproximadamente un 0,3% una baja o nula actividad enzimática, en los cuales se han observado toxicidad severa e incluso la muerte en pacientes que fueron tratados con drogas tiopurínicas.
Tres alelos (TPMT*2, TPMT*3A y TPMT*3C) están involucrados en el 95% de los casos de actividad enzimática baja o intermedia.
Un análisis en el uso de la mercaptopurina en la leucemia linfoblástica aguda encontró que los pacientes homocigóticos para variantes alélicas mutadas toleraban dosis completas de la droga por solo el 7% de las semanas previstas en el tratamiento, mientras que los heterocigotos las toleraban por el 65% de las semanas y los pacientes homocigóticos para el alelo salvaje el 84%.
Por otro lado, el porcentaje de semanas que hubo que disminuir el tratamiento con mercaptopurina para evitar la toxicidad fue del 2, 16 y 76% en los individuos con ambos alelos salvajes, heterocigóticos y homocigóticos mutados respectivamente.

### Farmacogenética del transporte de fármacos
El papel que juegan los transportadores en los procesos de absorción, distribución y excreción de los medicamentos es esencial. 
La mayoría de las drogas son transportadas por unos transportadores que actúan como una bomba de ATP que consume energía y cuya misión es la de exportar al sustrato correspondiente desde el interior al exterior de las células, constituyendo la superfamilia de transportadores conocidos como transportadores ABC. El más estudiado es la glucoproteína-P, codificada por el gen ABCB1 (también conocido como MDR1), cuya expresión en varios tejidos normales sugiere su importante papel en la excreción de metabolitos a la orina, bilis y luz intestinal, mientras que en la barrera hematoencefálica limita la acumulación de varias drogas en el cerebro. Polimorfismos en el gen que codifica para los transportadores se asocian a modificaciones en la concentración de los fármacos y causan desde efectos indeseables a falta de acción terapéutica.

### Farmacogenética de los receptores de fármacos
Finalmente, para modular su efecto, las drogas se deben unir físicamente a sus blancos de acción: sus receptores o bien las proteínas involucradas en la respuesta farmacológica. Los genes involucrados en este proceso, polimorfismos en esos receptores, también determina las diferencias individuales en la respuesta farmacológica.

### Aplicabilidad de las pruebas farmacogenéticas
Es importante conocer por tanto el diagnóstico molecular de una enfermedad y que éste se convierta en parte de las pruebas rutinarias de laboratorio para médicos y farmacéuticos, entre otros, los cuales puedan así seleccionar los medicamentos y dosis de cada paciente. 
Es posible la utilización de la farmacogenética en:
*Enfermedades crónicas que requieran largos períodos de terapia
- Terapias a largo plazo, antes de que su eficacia esté evaluada.
- Terapias muy caras.
- Osteoporosis, enfermedades neurodegenerativas y cáncer, para las cuales una terapia inadecuada puede tener consecuencias irreversibles.
- Tratamientos asociados con un severo, pero bajo riesgo de un efecto adverso.

### Beneficios de la farmacogenética
- Posibilita el diseño de fármacos dirigidos específicamente contra una determinada enfermedad, maximizando no solo sus efectos terapéuticos sino también disminuyendo el daño a los tejidos o células sanas.

- Reemplazaría el clásico esquema terapéutico basado en el método del ensayo-error, por un tratamiento que contemple el perfil genético del paciente utilizando la droga correcta desde el inicio del mismo.

- Un beneficio secundario es la reducción de los costos del sistema de salud, ya que permitiría reducir tanto la duración de los tratamientos como el número de medicaciones alternativas utilizadas hasta lograr el efecto deseado por una determinada enfermedad. Permitiría el ahorro de fuertes sumas de dinero a la industria farmacéutica.

- Se plantea además el uso de vacunas preparadas con ADN o ARN con el mismo objetivo que las vacunas tradicionales, activar el sistema inmune, pero sin el riesgo de causar infecciones.

### Diferencias interétnicas
Se han observado diferencias en las frecuencias de individuos ML, MR y MU, dependiendo del origen étnico de la población. La frecuencia de individuos ML es de 1-2% en asiáticos, 5% en afroamericanos, y de 6-10% en poblaciones caucásicas. Los etíopes presentan un 29% de individuos MU, los árabes sauditas 20%, los caucásicos de 1-2%, a excepción de los españoles (7-10%).
Sin embargo, dentro de una misma población también se dan variaciones. Un ejemplo lo constituyen los caucasianos, en relación con la capacidad de metabolizar la droga nortriptilina, un antidepresivo.

### Implicaciones éticas, jurídicas y sociales de la farmacogenética
Es importante destacar que la farmacogenética no comparte objetivos con la terapia génica, la ingeniería génica, la ingeniería genética, la manipulación genética, las técnicas de clonación ni con la creación de organismos transgénicos. Por lo tanto, a la hora de analizar las implicaciones éticas de los estudios farmacogenéticos, es esencial tener presente que su única finalidad es mejorar la respuesta de los pacientes a un medicamento, pero que en ningún momento pretenden cambiar su dotación genética mediante la introducción de material genético exógeno o alteración del endógeno.
Sin embargo, hay muchas cuestiones relevantes de tipo ético para las cuales aún no se ha definido una solución. La codificación de las muestras, su almacenamiento y la finalidad concreta de las mismas, el control de acceso a la información genética, el derecho a saber y a no saber, la cesión de derechos y propiedades, etc. Cada uno de estos temas debería explicarse claramente en el documento de información al paciente antes de que éste pueda otorgar su libre consentimiento para participar en este tipo de estudios.
Además, estos asuntos pueden tener connotaciones culturales y religiosas, que deberán ser debatidos de forma rigurosa, objetiva y abierta por los interlocutores sociales necesarios. 
Por otro lado, los intereses de los profesionales sanitarios pueden ser muy diferentes a los de una compañía de seguros (y esto ya se ha debatido en el Reino Unido). Es un tema de confidencialidad de datos que debe regularse de forma estricta antes de que se den los primeros casos de discriminación genética en cualquier ámbito: trabajo, medicina o compañías aseguradoras.
Otro tema importante son los intereses de las empresas farmacéuticas. Un laboratorio puede sacar un nuevo fármaco para un perfil genético amplio, pero puede ocurrir que otro perfil no sea numeroso y entonces para el laboratorio no sea viable económicamente.
El problema es más complejo cuando nos referimos al ámbito familiar. Un paciente puede hacerse unas pruebas genéticas para iniciar un determinado tratamiento y conocer, de forma accidental, la predisposición a presentar otra enfermedad, ya que, algunas veces, enfermedades que fenotípicamente no tienen ninguna relación, están fuertemente relacionadas genéticamente. Además si se trata de enfermedades hereditarias, las implicaciones familiares pueden ser mucho más complejas.

### Tarjeta farmacogenética
Ha llegado al mercado la primera tarjeta farmacogenética, con un dispositivo de bolsillo con el perfil genético de respuesta individual a los fármacos. La tarjeta permite al paciente titular compartir su información con todos los profesionales en la medicina, para determinar la prescripción de fármacos más adecuada.  Los datos que contendrá la tarjeta se determinarán en función de los resultados de un sencillo test genético, obtenido a partir de sangre o de epitelio bucal del individuo. La famacogenética ofrece una alternativa a la única vía existente para saber la eficacia de un fármaco en un paciente: el método de ensayo-error.
Es una tarjeta diseñada por científicos españoles y recién lanzada al mercando, con un precio medio de entre 200 y 300 euros, lleva insertado un listado de los medicamentos más aconsejables para su titular, de acuerdo a un análisis individual de aquellos genes implicados en el metabolismo de los fármacos.
Este novedoso dispositivo, que físicamente es como una tarjeta de crédito, permite a cada uno de sus titulares transportar de forma cómoda y sencilla su información.
La información de esta tarjeta se obtiene a través de un sencillo test genético realizado a partir de sangre o epitelio bucal del individuo. A través de esta prueba se analizaran los genes implicados en el metabolismo de los fármacos y se definirá una lista de los medicamentos más aconsejables para el paciente.
Se estima que este avance contribuirá a reducir el 40% del gasto en medicamentos.

## Nuevos proyectos
El Centro Pfizer (Universidad de Granada), Junta de Andalucía de Genómica e Investigación Oncológica (GEN y O) contará con más de 4500 m² para investigar en las siguientes áreas:
- Variabilidad genética humana
- Oncología molecular
- Farmacogenética y farmacogenómica
- Patología moleculares
- Integrado el Banco de Tumores de Andalucía.

Las obras de este centro comenzaron a finales de noviembre de 2008, y su finalización está prevista para la primera de 2010.